# Liste des meilleurs joueurs NFL en nombre de sacks par saison
La liste des meilleurs joueurs NFL au nombre de sacks par saison reprend, saison après saison, les joueurs ayant effectué le plus grand nombre de Sacks durant la saison régulière.
Depuis 2016, le lauréat est récompensé par le Deacon Jones Award créé par la NFL.

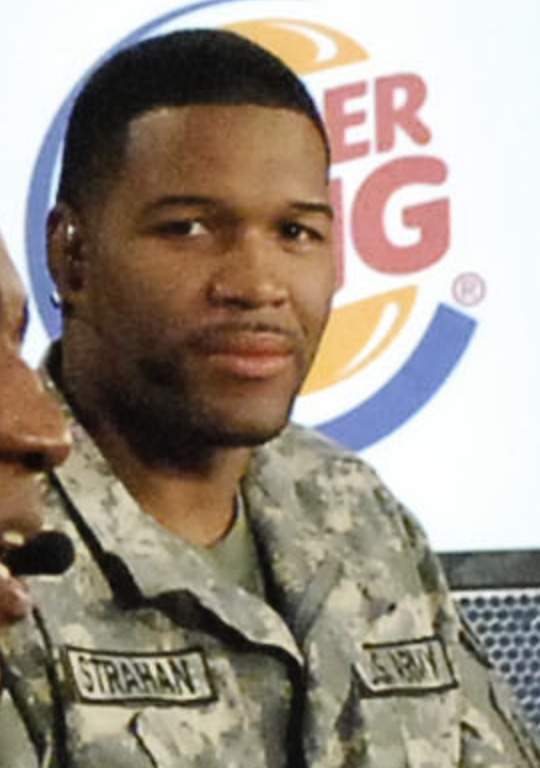
Michael Strahan détient le records de Sacks effectués lors d'une saison régulière (22.5 en 2001)

| Saison                  | Joueur           | Nb.  | Équipe                            |
| ----------------------- | ---------------- | ---- | --------------------------------- |
| 1982                    | Doug Martin      | 11.5 | Vikings du Minnesota              |
| 1983                    | Mark Gastineau   | 19.0 | Jets de New York                  |
| 1984                    | Mark Gastineau   | 22.0 | Jets de New York (2)              |
| 1985                    | Richard Dent     | 17.0 | Bears de Chicago                  |
| 1986                    | Lawrence Taylor  | 20.5 | Giants de New York                |
| 1987                    | Reggie White     | 21.0 | Eagles de Philadelphie            |
| 1988                    | Reggie White     | 18.0 | Eagles de Philadelphie (2)        |
| 1989                    | Chris Doleman    | 21.0 | Vikings du Minnesota (2)          |
| 1990                    | Derrick Thomas   | 20.0 | Chiefs de Kansas City             |
| 1991                    | Pat Swilling     | 17.0 | Saints de La Nouvelle-Orléans     |
| 1992                    | Clyde Simmons    | 19.0 | Eagles de Philadelphie (3)        |
| 1993                    | Neil Smith       | 15.0 | Chiefs de Kansas City (2)         |
| 1994                    | Kevin Greene     | 14.0 | Steelers de Pittsburgh            |
| 1995                    | Bryce Paup       | 17.5 | Bills de Buffalo                  |
| 1996                    | Kevin Greene     | 14.5 | Panthers de la Caroline           |
| 1997                    | John Randle      | 15.5 | Vikings du Minnesota (3)          |
| 1998                    | Michael Sinclair | 16.5 | Seahawks de Seattle               |
| 1999                    | Kevin Carter     | 17.0 | Rams de Saint-Louis               |
| 2000                    | La'Roi Glover    | 17.0 | Saints de La Nouvelle-Orléans (2) |
| 2001                    | Michael Strahan  | 22.5 | Giants de New York (2)            |
| 2002                    | Jason Taylor     | 18.5 | Dolphins de Miami                 |
| 2003                    | Michael Strahan  | 18.5 | Giants de New York (3)            |
| 2004                    | Dwight Freeney   | 16.0 | Colts d'Indianapolis              |
| 2005                    | Derrick Burgess  | 16.0 | Raiders d'Oakland                 |
| 2006                    | Shawne Merriman  | 17.0 | Chargers de San Diego             |
| 2007                    | Jared Allen      | 15.5 | Chiefs de Kansas City (3)         |
| 2008                    | DeMarcus Ware    | 20.0 | Cowboys de Dallas                 |
| 2009                    | Elvis Dumervil   | 17.0 | Broncos de Denver                 |
| 2010                    | DeMarcus Ware    | 15.5 | Cowboys de Dallas (2)             |
| 2011                    | Jared Allen      | 22.0 | Vikings du Minnesota (4)          |
| 2012                    | J. J. Watt       | 20.5 | Texans de Houston                 |
| 2013                    | Robert Mathis    | 19.5 | Colts d'Indianapolis (2)          |
| 2014                    | Justin Houston   | 22.0 | Chiefs de Kansas City (4)         |
| 2015                    | J. J. Watt       | 17.5 | Texans de Houston (2)             |
| Deacon Jones Award (en) |                  |      |                                   |
| 2016                    | Vic Beasley      | 15.5 | Falcons d'Atlanta                 |
| 2017                    | Chandler Jones   | 17.0 | Cardinals de l'Arizona            |
| 2018                    | Aaron Donald     | 20.5 | Rams de Los Angeles (2)           |
| 2019                    | Shaquil Barrett  | 19.5 | Buccaneers de Tampa Bay           |
| 2020                    | T. J. Watt       | 15.0 | Steelers de Pittsburgh            |
| 2021                    | T. J. Watt       | 22.5 | Steelers de Pittsburgh            |
| 2022                    | Nick Bosa        | 18.5 | 49ers de San Francisco            |
| 2023                    | T. J. Watt (3)   | 19.0 | Steelers de Pittsburgh            |